# Acidovorax delafieldii
Acidovorax delafieldii (früher Pseudomonas delufeldii) ist eine Bakterienart. Diese Bakterien können lithoautotroph mit Wasserstoff als einziger Energiequelle wachsen. Zudem sind sie zur heterotrophen Denitrifikation von Nitrat befähigt. Acidovorax delafieldii Stämmen wurden aus dem Erdboden, Wasser und einigen klinischen Umgebungen isoliert.
Acidovorax delafieldii gehört zur Familie der Comamonadaceae.
Es werden Untersuchungen bezüglich Möglichkeiten der Nutzung von Mikroorganismen bei Behandlung von bei der Kernkraft und beim Bau von Atomraketen anfallenden Uranresten durchgeführt. Verschiedene Bakterien sind in der Lage das lösliche U(VI) in das nur schwerlösliche U(IV) umzuwandeln. Letztere lässt sich leichter vom Abwasser trennen. Bei der Analyse des Vorkommen von Bakterien im uranhaltigen Abwasser wurden u. a. Acidovorax delafieldii und verwandte Arten isoliert. Die nah verwandte Art Acidovorax facilis ist hierbei von besonderen Interesse.